# Historia Rumunii
Poniższy artykuł przedstawia w bardzo ogólnym zarysie historię Rumunii od czasów najdawniejszych do dziś. Rozwinięcia tematyki poszczególnych sekcji zaznaczone są pod tytułami tych części artykułów, tam też znajdują się bardziej szczegółowe informacje na temat opisywanych wydarzeń.

## Prehistoria
Terytorium dzisiejszej Rumunii było zamieszkane przez różne ludy od czasów prehistorycznych. Jedna z odnalezionych skamielin – kość szczęki dorosłego mężczyzny – oceniana jest na pochodzącą sprzed 34–36 tys. lat. Oznacza to, iż jest to jedna z najstarszych ludzkich skamielin odnalezionych na terenie Europy.

## Dacja
Tereny dzisiejszej Rumunii były zamieszkane od co najmniej 513 roku p.n.e. przez Daków, jeden ze szczepów trackich. Pod przywództwem Burebisty (70 – 44 p.n.e.) Dakowie utworzyli silne państwo, które potrafiło zagrozić nawet regionalnym interesom Rzymian. Juliusz Cezar miał zamiar rozpocząć kampanię militarną przeciwko Dacji, ale został zamordowany w 44 r. p.n.e. Kilka miesięcy później Burebista podzielił jego los – został zabity przez jednego ze swoich wielmożów. Jego silne państwo zostało podzielone na cztery części i zjednoczyło się ponownie dopiero w 95 roku, pod rządami króla Decebala. Państwo to stoczyło kilka wojen z rozszerzającym się imperium rzymskim, ale zostało ostatecznie podbite przez Trajana w 106 roku n.e. Nie mogąc jednak długo stawiać czoła powtarzającym się inwazjom Gotów, Rzymianie wycofali się w 271 roku n.e.

## Rumunia we wczesnym średniowieczu
Różne części terytorium dzisiejszej Rumunii we wczesnym średniowieczu wchodziły w skład imperium Gotów (Oium) od 271 do 378 roku, imperium Hunów do 435 roku, Awarów w VI wieku i pierwszego imperium bułgarskiego od IX do XI wieku. Tereny te były najeżdżane przez Słowian wschodnich, Madziarów, Połowców, Pieczyngów i Tatarów.

## Rumunia w późnym średniowieczu
Powstawało wiele niewielkich państw o różnym stopniu niezależności, jednak w XIV wieku wykształciły się dwie większe jednostki – Mołdawia i Wołoszczyzna. Opierały się one niebezpieczeństwu ze strony Turków osmańskich, którzy do 1541 roku podbili cały Półwysep Bałkański oraz większość terytorium Węgier. Mołdawia, Wołoszczyzna i Siedmiogród dostały się pod zwierzchnictwo osmańskie, jednak zachowały pełną autonomię wewnętrzną, a do XVIII wieku także pewną niezależność zewnętrzną. W XI wieku, tereny dzisiejszego Siedmiogrodu stały się w większości autonomiczną częścią Królestwa Węgier. Królowie Węgier zaprosili Szeklerów, Krzyżaków i Sasów do osiedlenia się w Siedmiogrodzie. W 1475 roku władca Mołdawii Stefan III Wielki pokonał Imperium Osmańskie podczas decydującej bitwy pod Vaslui. W 1600 roku księstwa Wołoszczyzny, Mołdawii i Siedmiogrodu były rządzone przez wołoskiego księcia Michała Walecznego (Mihai Viteazul), bana Oltenii, ale szanse na zjednoczenie tych ziem prysły rok później, gdy Michał został zamordowany przez żołnierzy austriackiego generała Giorgio Basta. Nie ma jednak dowodów na to, iż Mihai, który był księciem Siedmiogrodu przez mniej niż rok, pragnął zjednoczyć trzy księstwa i utworzyć państwa, które miałoby terytorium porównywalne do dzisiejszej Rumunii.

## Rumunia nowożytna
W 1699 roku Siedmiogród stał się terytorium państwa Habsburgów. Stało się to po zwycięstwie Austriaków nad Turkami. Ci pierwsi gwałtownie powiększali swoje państwo – w 1718 roku została do niego włączona ważna część Wołoszczyzny, Oltenia. W 1775 roku imperium austriackie okupowało północno-zachodnią część Mołdawii, Bukowinę, podczas gdy wschodnia część tego księstwa – Besarabia od 1812 roku zajęta była przez Rosję.

## Narodowe odrodzenie Rumunii

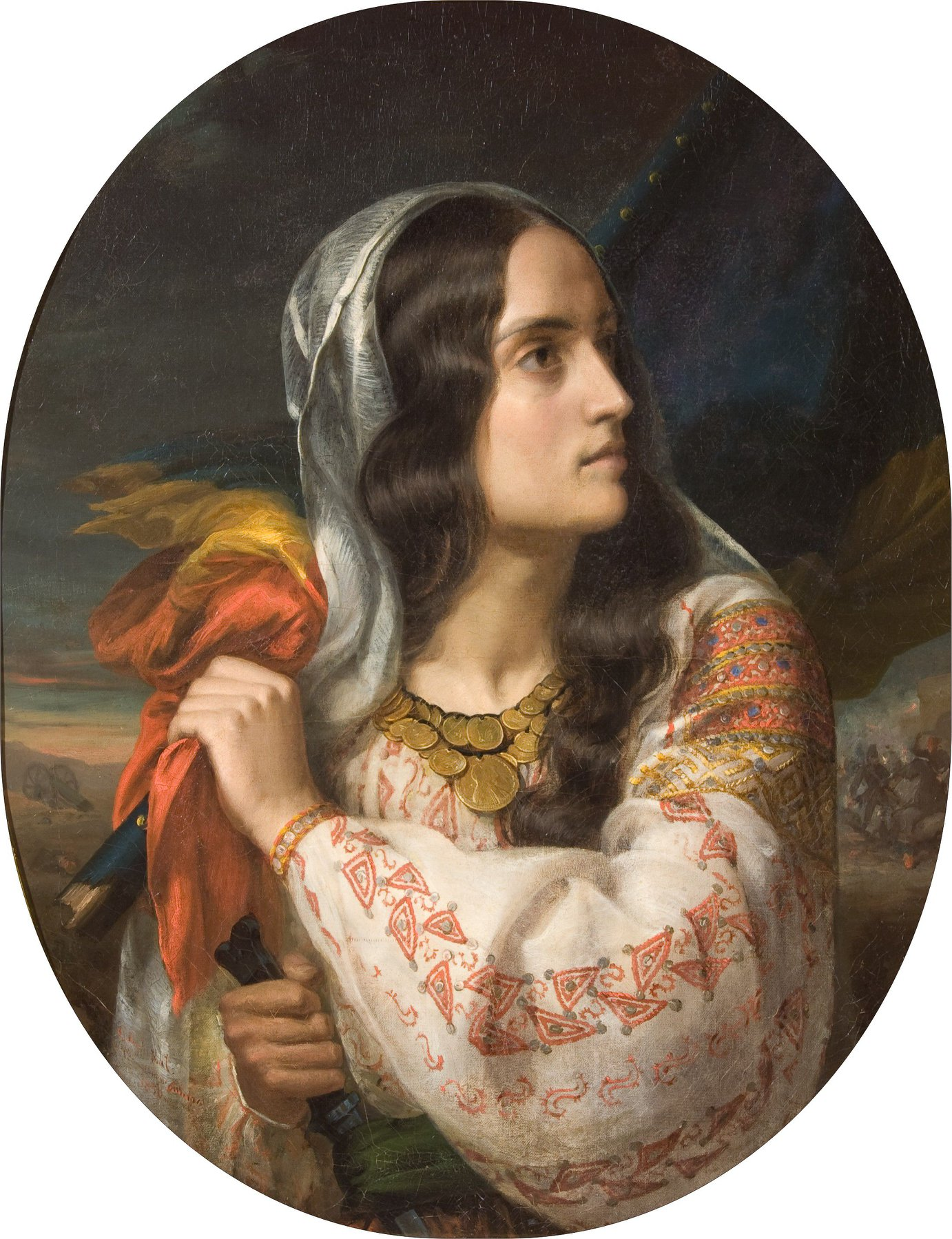
România Revoluţionară (Rewolucyjna Rumunia) C. D. Rosenthala

Podobnie jak w większości krajów europejskich, rok 1848 przyniósł ze sobą rewolucję w Mołdawii, Wołoszczyźnie i Siedmiogrodzie. Jej nadejście poprzedził Tudor Vladimirescu i jego pandurzy walczący w powstaniu wołoskim w 1821 roku. Cele rewolucjonistów – zupełna niepodległość Mołdawii i Wołoszczyzny oraz narodowa emancypacja Siedmiogrodu – pozostały niezrealizowane, ale ich działania stały się bazą dla późniejszych, ewolucyjnych zmian. Ponadto powstania pomogły uświadomić ludności zamieszkującej trzy księstwa, iż tworzy ona wspólnotę językową, kulturową i interesów.
Wysoko opodatkowani i kiepsko administrowani pod rządami Turków osmańskich, mieszkańcy Mołdawii i Wołoszczyzny wybrali w 1859 roku tego samego Domnitora (władcę) – Aleksandra Jana Cuzę, na księcia.

## Królestwo Rumunii

### Stare Królestwo

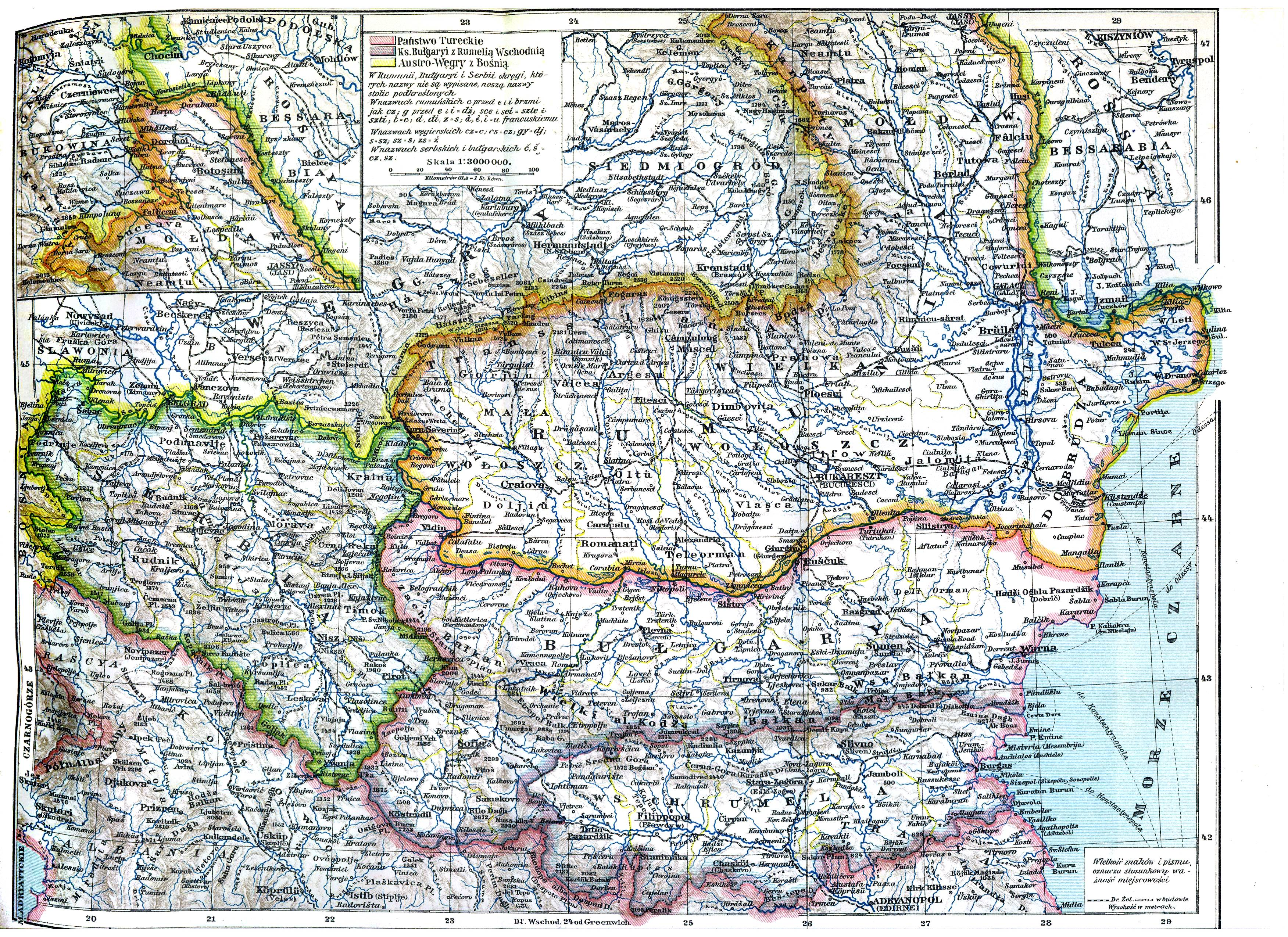
Rumunia (obrys granic w kolorze jasnobrązowym) w roku 1903

W 1866 roku niemiecki książę Karol I Hohenzollern-Sigmaringen został Domnitorem prowincji Rumunii. W 1877 roku Rumunia ogłosiła niepodległość, uniezależniając się od Imperium Osmańskiego. Po wojnie rosyjsko-rumuńsko-tureckiej, niepodległość ta została uznana przez traktat berliński z 1878 roku, co oznaczało powstanie pierwszego niepodległego państwa narodowego we wschodniej części Europy. Po wojnie Rumunia otrzymała Dobrudżę na południowym wschodzie, ale została zmuszona do przekazania południowej Besarabii Rosji. Karol I został ogłoszony pierwszym królem Rumunii 26 marca 1881 roku. Nowe państwo, wciśnięte pomiędzy wielkie imperia: osmańskie, austro-węgierskie i rosyjskie, czerpało z Zachodu, głównie z Francji, poszukując kulturowych, edukacyjnych i militarnych wzorców do naśladowania. W 1916 roku Rumunia włączyła się do I wojny światowej, po stronie ententy po tym, jak państwa wchodzące w jej skład zgodziły się uznać rumuńskie prawo do Siedmiogrodu, który w owym czasie był częścią Austro-Węgier. Rumunia została pokonana, a w wyniku działań wojennych Bukareszt oraz 2/3 powierzchni państwa dostały się pod okupację państw centralnych. W tym okresie rumuńskie władze ewakuowały do carskiej Rosji ponad 90 ton złota, którego nie udało jej się później odzyskać ani od ZSRR ani od Federacji Rosyjskiej. W maju 1918 roku Rumunia nie była w stanie kontynuować walki i zawarła pokój z państwami centralnymi (traktat w Bukareszcie z 1918 roku). W październiku 1918 roku, Rumunia ponownie przystąpiła do wojny. Wraz z końcem konfliktu, państwo austro-węgierskie i imperium rosyjskie uległy dezintegracji, a organy przedstawicielskie Rumunów z Siedmiogrodu, Besarabii i Bukowiny zadecydowały o utworzeniu unii z Królestwem Rumunii, czego rezultatem było powstanie Wielkiej Rumunii.

### Wielka Rumunia (România Mare)

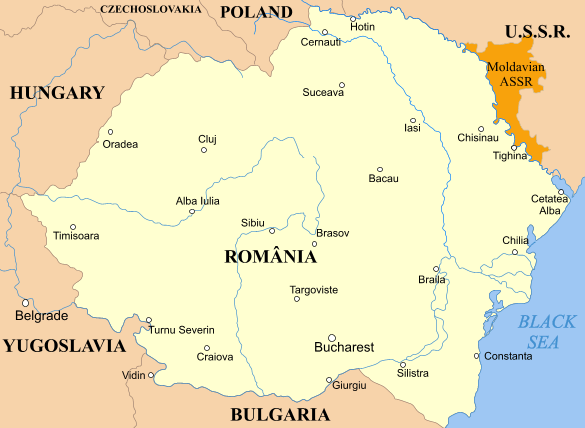
Wielka Rumunia (1920–1940)

Rumuńskie wyrażenie România Mare (dosłowne tłumaczenie – „Wielka Rumunia”, często też spotykane – „Większa Rumunia”) odnosi się do państwa rumuńskiego w latach pomiędzy I a II wojną światową, a także do terytorium zajmowanego wówczas przez Rumunię. W tym czasie Rumunia osiągnęła największe w swojej historii terytorium. Historycznie, „Wielka Rumunia” jest wyrazem jednej z idei rumuńskiego nacjonalizmu. România Mare jest wciąż postrzegana jako „raj utracony”, często w porównaniu z Rumunią komunistyczną. Eksploatując nacjonalistyczne konotacje tego wyrażenia, współczesna Partia Wielkiej Rumunii używa go w swej nazwie.
W 1918 roku, kończącym I wojnę światową, Siedmiogród i Besarabia zjednoczyły się ze Starym Królestwem Rumunii. Siedmiogród zjednoczył się na mocy Proklamacji Unii z Alba Iulia, przegłosowanego przez deputowanych Rumunów z Siedmiogrodu. Besarabia natomiast ogłosiła swą niepodległość spod rządów rosyjskich w 1917 roku, wzywając jednocześnie rumuńskich żołnierzy do ochrony kraju przed bolszewikami. Unia regionów Siedmiogrodu, Marmarosz, Kriszana i Banat ze Starym Królestwem Rumunii, została zatwierdzona w 1920 roku przez Traktat w Trianon, który uznawał zwierzchnictwo Rumunii nad tymi regionami i ustalał granicę pomiędzy niepodległą Republiką Węgierską i Królestwem Rumunii. Unia Bukowiny i Besarabii z Rumunią została zatwierdzona w 1920 roku przez Traktat wersalski. Rumunia otrzymała także Południową Dobrudżę od Bułgarii, w wyniku udziału w II wojnie bałkańskiej w 1913 roku. Unia w 1918 roku doprowadziła do zjednoczenia terenów z przewagą etniczną Rumunów w granicach jednego państwa. Jednakże doprowadziło to do włączenia w jego skład znaczących mniejszości, zwłaszcza Madziarów (etnicznych Węgrów), Niemców, Żydów, Ukraińców, Bułgarów itd. Ich wielkość oceniana była na 28% populacji (Madziarzy i Niemcy głównie w Siedmiogrodzie, Bukowinie i Banacie, Ukraińcy w części Besarabii i Bukowiny, Bułgarzy w Dobrudży). Uznane przez konstytucję Rumunii z 1923 roku, mniejszości narodowe otrzymały szereg praw (edukacyjnych, wyborczych itp.), reprezentowane były także w rumuńskim parlamencie. Część ich członków utworzyła partie polityczne (Madziarzy w 1922 roku, Niemcy w 1929, Żydzi w 1931). Pomimo tego, unikatowy autonomiczny status mniejszości, zagwarantowany przez zgromadzenie siedmiogrodzkich Rumunów 1 grudnia 1918 roku, nie został wprowadzony w życie.
Historię międzywojennej Rumunii podzielić można na dwa okresy. Od 1918 do 1938 roku była ona liberalną monarchią konstytucyjną, opierającą się powstającym nacjonalistycznym, antysemickim ugrupowaniom (m.in. Żelazna Gwardia), które otrzymały około 15% głosów w wyborach 1937 roku. Od 1938 do 1944 roku natomiast, Rumunia była dyktaturą. Pierwszym dyktatorem był król Karol II, który w 1938 roku rozwiązał parlament i przejął władzę we własne ręce.
Pomimo niepowodzeń jakie spotkały Rumunię w trakcie I wojny światowej, zakończyła ona ów konflikt w sposób bardzo korzystny dzięki włączeniu się ponownemu do działań wojennych ponownie tuż przed ich zakończeniem dzięki czemu była jednym z państw, które najwięcej zyskało obszarowo. Niewątpliwie wielkie w tym zasługi Iona I.C. Bratianu, który dzięki sprawnej dyplomacji uzyskał znaczące nabytki terytorialne, niemal w pełni realizując stawiane cele przed obradami konferencji paryskiej. Oprócz działań dyplomatycznych miały na to wpływ także wydarzenia w Transylwanii i Besarabii, gdzie doszło do wystąpień mniejszości rumuńskich. W krótkim czasie bo w roku 1920 w czerwcu doszło do podpisania traktatu w Trianon, gdzie miało miejsce podział Królestwa Węgierskiego, w ramach tego traktatu Węgry straciły 13 mln obywateli (z 21 do 8), a także dwie trzecie ziem. Dzięki licznym nabytkom terytorialnym Rumunia okresu międzywojennego posiadała największe w swej historii terytorium. Niemniej wraz z rozrostem terytorialnym oczywistym stało się wchłonięcie mniejszości narodowych, których liczba wynosiła około 30% co było dość poważnym problemem niemniej nie dotykającym wyłącznie samej Rumunii.
W 1918 roku pod patronatem Partii Narodowej zwołano w Alba Julia Wielkie Zgromadzenie Narodowe, na którym nawoływano do zjednoczenia Rumunii.
W kwestii polityki główną rolę aż do 1928 roku z niewielką przerwą sprawowała Partia Liberalna. Stworzyli oni także w 1923 roku konstytucję, która miała być etapem na drodze do utworzenia unitarnego państwa narodowego. Rumunia uchwalając konstytucję w 1923 stała się monarchią konstytucyjną. W pierwszych latach po I wojnie światowej politykę zdominowała Narodowa Partia Liberalna. W 1928 do władzy doszła Narodowa Partia Chłopska. W 1925 roku wydano rozporządzenie regulujące administracje państwa, dzieląc je na 71 prefektur, obsadzanych i mianowanych w Bukareszcie sytuacja podobna do Jugosławii jednak tam prowadzić mogło to do konfliktów etnicznych tu zaś powodem nieporozumień były raczej nadużycia urzędników. Sama partia liberalna stawiała sobie jako ważny punkt w kształtowaniu polityki państwa element gospodarczego rozwoju, zwłaszcza z racji silnego wpływu w partii bankowców, handlowców i przemysłowców, którzy nie chcieli ingerencji państw zachodnich w gospodarkę rumuńską. Wobec czego wprowadzono maksymalny próg udziału kapitału zagranicznego w przedsiębiorstwach rumuńskich na poziomie maksymalnie 40%. Niemniej wiele w tym względzie stracili chłopi ponosząc koszty takiego rozwiązania, którzy i tak mieli poważny problem z silnym rozdrobnieniem gruntów rolnych, a także będącej ciągle w toku reformy rolnej uchwalonej w 1921 r., uchodzącej za jedną z najbardziej radykalnych. Niemniej wraz ze zmianą partii rządzącej nastąpiły w tej kwestii zmiany w szczególności w kontekście otwartości rynku dla inwestorów zagranicznych. W związku z dużym udziałem kapitału zagranicznego Rumunia bardzo silnie odczuła skutki kryzysu.
W 1930 roku doszło do powrotu Karola II do Rumunii. Został on powitany przychylnie, jednak nie spełnił jednego z głównych postulatów, jakie mu przedstawiono – nie zrezygnował z zamiaru sprowadzenia Magdy Eleny Lupescu. Po jej przyjeździe Juliu Maniu podał się do dymisji. W zasadzie żaden z kolejnych premierów nie potrafił przeciwstawić się królowi, który z czasem zaczął sprawować niemal absolutną władzę, przekształconą de facto w królewską dyktaturę w 1938 roku. W okresie tym najdłużej utrzymał się rząd Gheorghe Tătărescu (styczeń 1934 – grudzień 1937). Do władzy w latach trzydziestych zaczęli dochodzić rumuńscy faszyści z Żelaznej Gwardii, której najwybitniejszym przywódcą był Corneliu Zelea Codreanu (tworzył on już od 1927 Legionu Archanioła Michała, został zamordowany w więzieniu po procesie w którym nie udowodniono mu przedstawianych zarzutów), sama Żelazna Gwardia była jedyną faszystowską partią na Bałkanach, która była w stanie pociągnąć za sobą masy. We wspomnianym 1938 roku, król Karol II wprowadził dyktaturę królewską, ustanawiając premierem patriarchę Mirona Cristee. Po czym zmieniono konstytucję, która oddawała pełnię władzy królowi, zostało to zaakceptowane przez społeczeństwo rumuńskie w jawnym plebiscycie. W kwestiach zagranicznych Rumunia związana była w początkowym okresie najsilniej z Francją, a także na zasadzie traktatów dwustronnych z Czechosłowacją i Jugosławią. Władze rumuńskie próbowały wciągnąć w zasięg wspomnianej tzw. Małej Ententy także Polskę, jednakże nie było to możliwe wobec zatargu tejże z Czechosłowacją, a także pozytywny stosunek strony polskiej wobec Węgier, którego rewizjonizmu ziem zabranych nie można było połączyć w całość działalności Małej Ententy. Oprócz tego Rumunia uczestniczyła w porozumieniach bałkańskich. Sytuacja w sojuszach zmieniła się zwłaszcza po wzrastającym znaczeniu Żelaznej Gwardii, a także wpływom niemieckich przedsiębiorstw, co doprowadziło do polepszenia ich współpracy zwłaszcza w obliczu zbliżającej się wojny, a także już po jej wybuchu.
W 1939 roku Niemcy hitlerowskie i ZSRR zawarły Pakt Ribbentrop-Mołotow, który zatwierdzał m.in. radzieckie „interesy” w Besarabii. Z powodu strat terytorialnych w 1940 roku, Karol II został zmuszony do abdykacji. Zastąpił go jego syn, Michał I, ale realna władza została zagarnięta przez wojskowego dyktatora Iona Antonescu (początkowo wspólnie z Żelazną Gwardią). W sierpniu 1944 roku Antonescu został jednak zaaresztowany przez Michała.

## Rumunia podczas II wojny światowej

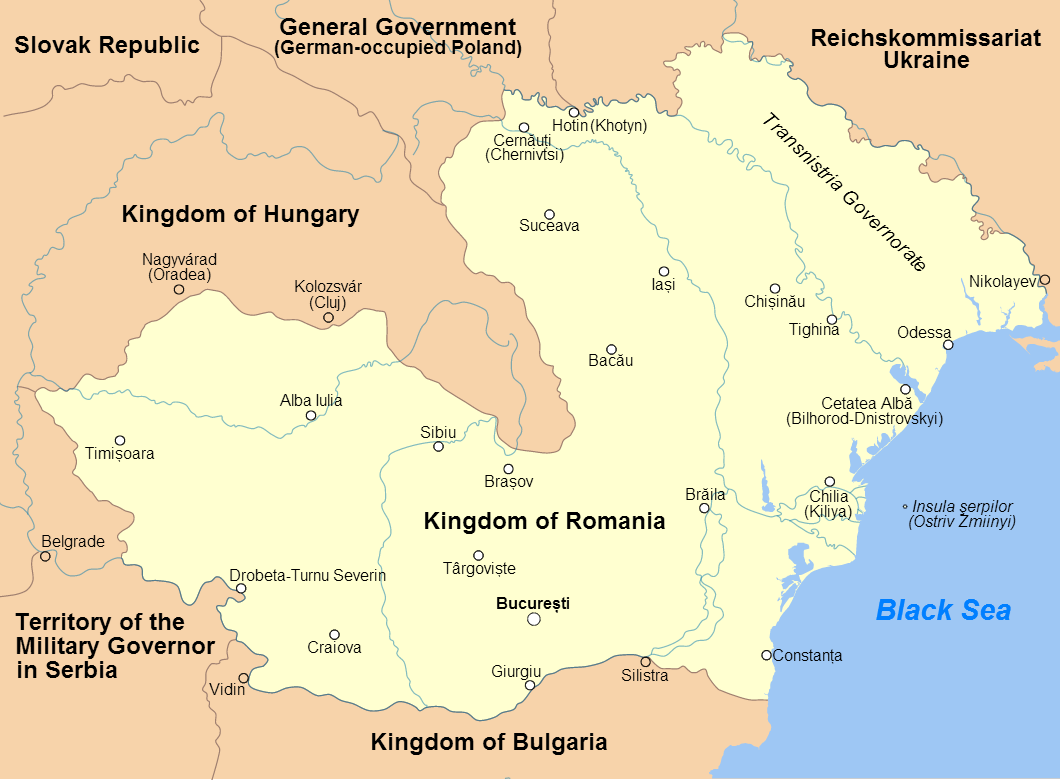
Granice Rumunii w latach 1941–1944

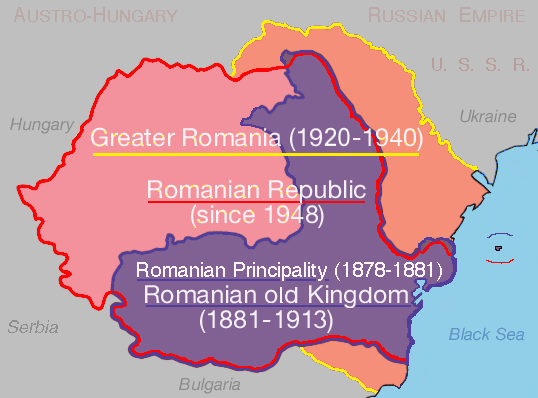
Terytorium Rumunii w XX wieku: na fioletowo zaznaczone Stare Królestwo przed 1913 rokiem, kolor pomarańczowy wskazuje terytorium Wielkiej Rumunii które zostały przyłączone lub anektowane po II wojnie bałkańskiej i I wojnie światowej, ale zostało utracone podczas II wojny światowej. Kolor różowy oznacza tereny przyłączone po I wojnie światowej (Siedmiogród), które pozostały przy niej także dzisiaj (na krótko ich część powróciła do Węgier podczas II wojny światowej).

W 1940 roku Rumunia utraciła terytoria zarówno na wschodzie, jak i na zachodzie. W czerwcu 1940, po wystosowaniu ultimatum, Związek Radziecki rozpoczął okupację Besarabii i północnej Bukowiny. 2/3 Besarabii zostało połączone z niewielką częścią ZSRR i utworzyło Mołdawską Socjalistyczną Republikę Radziecką. Północna Bukowina i Budziak zostały przyłączone do Ukraińskiej SRR. W sierpniu 1940 roku, północny Siedmiogród został przyznany Węgrom przez Niemcy i Włochy. Południowa Dobrudża trafiła natomiast w ręce Bułgarii, zaraz po abdykacji Karola II. Rezultatem takich strat terytorialnych, była utrata popularności przez króla Karola II i wsparcie udzielone przez armię generałowi Ionowi Antonescu, które uczyniło z niego przywódcę Rumunii. Przez cztery miesiące (okres Narodowego Państwa Legionowego) zmuszony był dzielić się władzą z Żelazną Gwardią, jednak w styczniu 1941 roku Antonescu był w stanie pozbyć się tego kłopotliwego ciężaru. Rumunia rozpoczęła swój udział w II wojnie światowej w lipcu 1941 roku, wypowiadając wojnę Związkowi Radzieckiemu, pragnąc odzyskać Besarabię i północną Bukowinę. Jej siły zbrojne znajdowały się pod dowództwem Wehrmachtu. Administrowała przekazanym przez Niemców terytorium znajdującym się pomiędzy Dniestrem a Południowym Bugiem, nazwanym Transnistrią (Zadniestrzem). Nie przyłączyły go jednak formalnie do Rumunii, nie chcąc, żeby był traktowany jako rekompensata za Siedmiogród (cały czas liczono na odzyskanie ziem przekazanych Węgrom). Podczas rządów Antonescu tysiące Żydów z Besarabii i Bukowiny zostało deportowanych do Transnistrii, gdzie urządzono obozy śmierci. Większość Żydów, którzy znaleźli się w tych obozach, nie przeżyło wojny. W okresie jego rządów w Rumunii zginęło od 280 tysięcy do 380 tysięcy Żydów.
W sierpniu 1944 roku, zamach stanu króla Michała I (z użyciem części sił zbrojnych i oddziałów paramilitarnych komunistów), poparty przez opozycyjnych polityków i wielką część społeczeństwa, pozbawił Antonescu władzy i powierzył dowództwo rumuńskich sił zbrojnych Armii Czerwonej. Po obaleniu proniemieckiego rządu Niemcy utworzyli w Wiedniu z działaczy Żelaznej Gwardii marionetkowy tzw. „Rumuński Rząd Narodowy” który jednak nie miał żadnego wpływu na sytuację w kraju. Armia rumuńska poniosła ciężkie straty, prowadząc walkę z nazistami na Węgrzech i Czechosłowacji.
Wkroczenie do kraju Armii Czerwonej spowodowało wzrost znaczenia popieranych przez nich komunistów na skutek czego Rumuńska Partia Komunistyczna szybko zwiększała swoją liczebność. Komuniści wzięli udział w rządzie koalicyjnym i powołali jednocześnie Front Narodowo-Demokratyczny skupiający komunistów oraz mniejsze ugrupowania polityczne (socjaldemokraci, Front Oraczy, Socjalistyczna Partia Chłopska Mihaia Ralea, Węgierska Unia Ludowa i Unia Patriotów Mitiță Constantinescu), głoszący hasła reformy rolnej, nacjonalizacji banków i ciężkiego przemysłu oraz bliskiego związania się z ZSRR. Wzmożona działalność grup prokomunistycznych spowodowała upadek rządu koalicyjnego na początku listopada 1944 roku. Nowy gabinet już w 1/3 składał się z polityków komunistycznych i partii sojuszniczych, a Petru Groza z Frontu Oraczy został wicepremierem. Na początku marca powołany został nowy rząd, złożony z działaczy Frontu Narodowo-Demokratycznego, z Petru Grozą na czele. Głównym ośrodkiem skupiającym opozycję i posiadającym narzędzia polityczne pozwalające mu walczyć z komunistami był król Michał. W sierpniu 1945 r. zwrócił się do wszystkich mocarstw o pomoc w sformowaniu nowego rządu, reprezentującego wszystkie siły polityczne. Działanie to nie przyniosło efektu, wobec czego król próbował sparaliżować komunistów odmawiając podpisywania przedkładanych mu dekretów. Sytuacja zaogniała się, w efekcie czego decyzją trzech mocarstw komuniści poszli na kompromis: dokooptowali do rządu dwóch przedstawicieli opozycji, a nowy gabinet miał przygotować demokratyczne i wolne wybory parlamentarne. To spowodowało uznanie rządu i nawiązanie z nim stosunków dyplomatycznych przez mocarstwa zachodnie. W maju 1946 roku Front Narodowo-Demokratyczny przekształcił się w wyborczy Blok Partii Demokratycznych. W programie komuniści nadal unikali radykalnych postulatów, nie żądali też likwidacji monarchii. Rząd przedstawił też ordynację wyborczą, dającą m.in. prawa wyborcze kobietom. Wybory odbyły się 19 listopada i według oficjalnych wyników zdecydowane zwycięstwo odnieśli komuniści: Blok Partii Demokratycznych miał otrzymać 69% głosów, co dało mu 348 spośród 414 miejsc w parlamencie. Opozycja ogłosiła protest przeciwko warunkom, w jakich wybory się odbywały; wystąpiła z rządu i zaapelowała o bojkot parlamentu do króla. Ten jednak powierzył Grozie utworzenie nowego rządu. Także mocarstwa zachodnie nie zbojkotowały nowych władz.

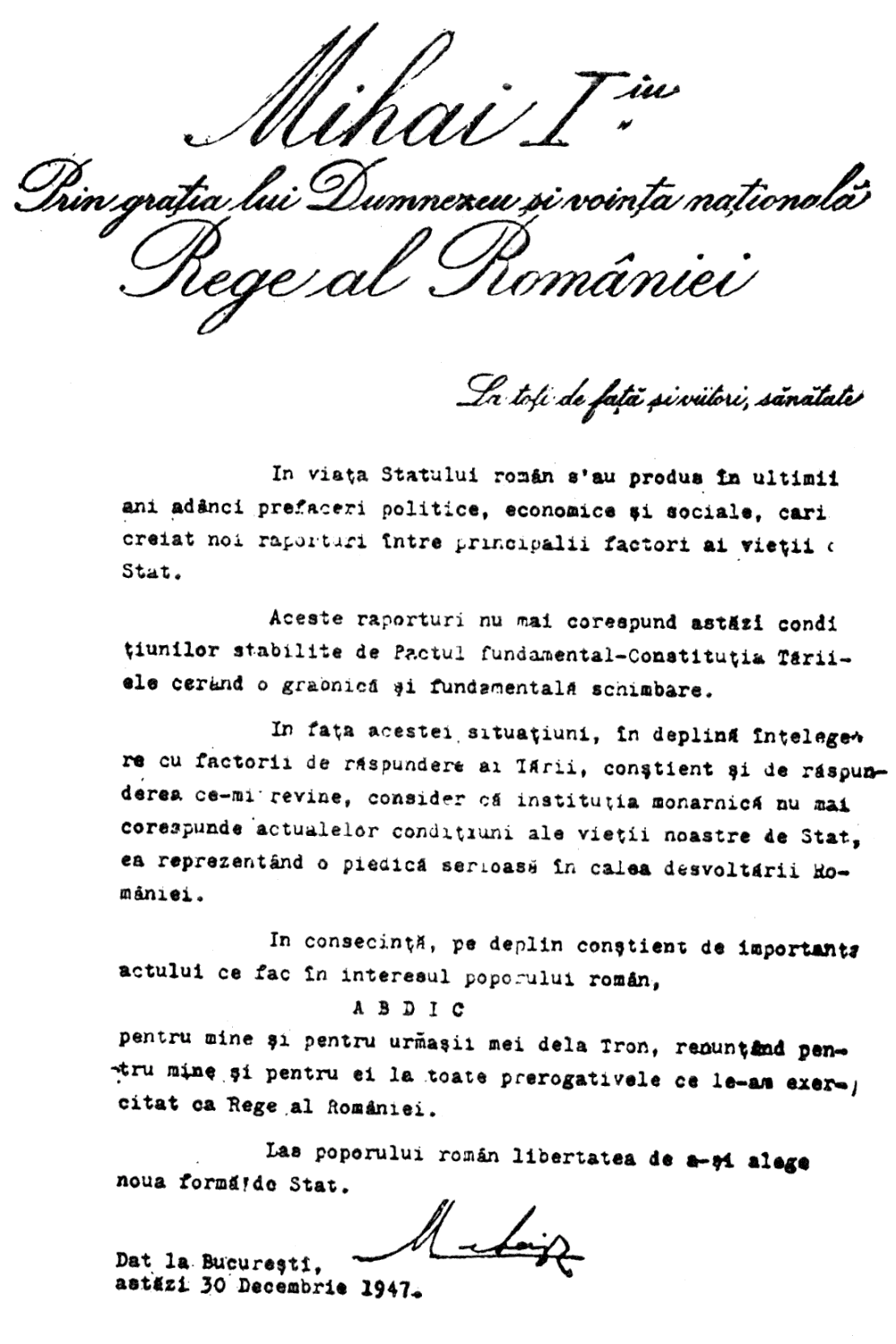
Akt abdykacji Michała I

10 lutego 1947 roku Rumunia jako jedno z państw sprzymierzonych z Niemcami podpisała traktat paryski z aliantami. Na jego mocy usankcjonowano powrót do granic z 1940 roku. Zapowiedziano także opuszczenie Rumunii przez wojska radzieckie (co stało się do końca roku). Podpisanie traktatu pokojowego uwolniło ręce komunistów którzy aresztowali najważniejszych działaczy opozycji (m.in. pod zarzutem spiskowania z USA). W listopadzie faktycznie internowano króla, a 30 grudnia 1947 roku zmuszono go do abdykacji ogłoszono powstanie Rumuńskiej Republiki Ludowej (rum. Republica Populară Româna).

## Komunistyczna Rumunia
Od 1947 roku niepodzielną władzę w kraju sprawowali komuniści. W 1948 roku partia komunistyczna wchłonęła partię socjaldemokratyczną (powstała wówczas Rumuńska Partia Robotnicza, RPR, na jej czele stał nadal Gheorghiu-Dej). Drobniejsze partie, włączone w powołany w 1948 r. Front Demokracji Ludowej rozwiązywały się stopniowo, ostatnia z nich – Front Oraczy w 1953 roku. W wyborach do Wielkiego Zgromadzenia Narodowego 28 marca 1948 r. według oficjalnych wyników frekwencja miała wynieść 91%, a Front Demokracji Ludowej miał otrzymać 91% głosów, co dało mu 405 z 414 mandatów. Na czele państwa znalazło się Prezydium Zgromadzenia jako kolegialny urząd prezydencki. Partia dokonała serii zmian gospodarczych: Narodowy Bank Rumunii został w pełni przekazany w skład własności publicznej (grudzień 1946) i przeprowadziła reformy walutowe. Od 11 czerwca 1948 roku postępowała nacjonalizacja i wdrażanie gospodarki planowanej. W 1950 roku przyjęty został pierwszy plan pięcioletni opracowany przez komisję Mirona Constantinescu. Inaczej sprawa wyglądała z kolektywizacją która była wdrażana stopniowo aż do początku lat 60. W 1950 roku partia (która sama określała się jako awangardę klasy pracującej) stwierdziła, że osoby pochodzenia proletariackiego sprawują 64% urzędów partyjnych i 40% wyższych stanowisk państwowych (co i tak było wskaźnikiem niższym niż zakładano).
W 1949 roku Rumunia stała się członkiem Rady Wzajemnej Pomocy Gospodarczej, a w 1955 r. także Układu Warszawskiego. Wewnątrz Rumunii narastała centralizacja władzy. Faktyczną kontrolę nad państwem sprawowało biuro polityczne RPR, kierowane przez Gheorghiu-Deja. Inne instytucje państwowe miały rolę w coraz większym stopniu fasadową, a wybory parlamentarne stanowiły jedynie formalność. Na początku lat 50. doszło do walki frakcyjnej w partii. Konflikt toczył się pomiędzy skrzydło moskiewskie (składające się z komunistów, w dużej mierze żydowskiego pochodzenia, którzy powrócili do Rumunii z emigracji w ZSRR) i frakcję więzienną (czyli działaczy wywodzących się ze środowiska więźniów politycznych) Gheorghiu-Deja. W 1952 roku zawiązał z nimi chwilowy sojusz taktyczny w celu eliminacji skrzydła sekretariatu Lucrețiu Pătrășcanu. Po eliminacji tej frakcji Gheorghiu-Dej ponownie rozpoczął rywalizację z Moskalami których z partii odsunął jeszcze w 1952 roku, usuwając od władzy wicepremier i minister spraw zagranicznych Ane Pauker.
Po 1956 roku Gheorghiu-Dej poparł Nikitę Chruszczowa w procesie destalinizacji (według samego Gheorghiu-Deja destalinizacja w Rumunii ruszyła już po 1952 roku gdy przejął on w partii pełnię władzy). Gheorghiu-Dej oskarżył w tym czasie dawną rywalkę polityczną Pauker i jej frakcję za stalinowskie ekscesy partii w latach 40. i na początku 50. (w szczególności w odniesieniu do kolektywizacji) i określił ich jako partyjnych stalinowców (choć niejednokrotnie byli oni nie mniej radykalni niż Gheorghiu-Dej). Rozpoczynając destalinizację Gheorghiu-Dej otoczył się działaczami lojalnymi wobec jego własnych poglądów politycznych, wśród nich znaleźli się Nicolae Ceaușescu, Gheorghe Stoica, Ghizela Vass, Grigore Preoteasa, Alexandru Bârlădeanu, Ion Gheorghe Maurer, Gheorghe Gaston Marin, Paul Niculescu-Mizil i Gheorghe Rădulescu. Lider rumuńskich komunistów potępił ponadto dziedzictwo Józefa Stalina, potępił jego kult jednostki i zachęcał stalinistów do samokrytyki.
W pierwszej fazie rządów Gheorghiu-Dej prowadził proradziecką politykę zagraniczną. Rumunia poparła interwencję ZSRR przeciwko rewolucji węgierskiej 1956 roku oraz potępiła jej przywódców w tym Imre Nagya. Na przełomie lat 50. i 60. zaostrzył jednak kurs wobec ZSRR, a po destalinizacji komunizm i nacjonalizm przeniknął się tworząc tzw. narodowy komunizm. Kurs był podyktowany w dużej mierze osobistymi poglądami Gheorghiu-Deja, który był zwolennikiem gospodarczej niezależności i dystansowania się od RWPG. Rumuński premier w ramach tej polityki w 1954 roku porzucił politykę zakładającą skupienie się na wymianie handlowej z ZSRR. Premier zlikwidował następnie rumuńsko-radzieckie przedsięwzięcia kulturalne. Chcąc zapewnić Rumunii niezależność gospodarczą sekretarz generalny rozpoczął uprzemysłowienie i stworzył kompleks przemysłowy w Galati mający zakończyć okres uzależnienia Rumunii od importu żelaza z zagranicy. W 1957 roku Gheorghiu-Dej i Emil Bodnăraș przekonali Sowietów do wycofania swoich wojsk z terenów Rumunii a jeszcze rok wcześniej rząd Rumunii pogodził się z władzami jugosłowiańskimi co poskutkowało serią wspólnych jugosłowiańsko-rumuńskich projektów gospodarczych (rozwijanych szczególnie w Żelaznej Bramie).
W marcu 1961 Gheorghiu-Dej objął funkcję przewodniczącego Prezydium Wielkiego Zgromadzenia Narodowego, stając się formalną głową państwa. W tym samym roku rozpoczęła się drastyczna rozbieżność ideologiczna między ZSRR a Rumunią. Choć Rumunia w trakcie rozłamu chińsko-radzieckiego pod koniec lat 50. i albańsko-radzieckiego w 1961 roku poparła początkowo stanowisko Chruszczowa, utrzymała wyjątkowe dobre stosunki zarówno z Chinami i Albanią. Rumuńskie media jako jedyne spośród Układu Warszawskiego nie skrytykowały Chin. W 1964 roku rząd odrzucił radziecki plan utworzenia ponadnarodowych jednostek gospodarczych Europy Środkowo-Wschodniej. Polityka Gheorghiu-Deja zaowocowała tym, że Rumunia zdobyła większą swobodę w realizacji własnego programu rozwojowego. Uniezależnienie się dotyczyło głównie stosunków gospodarczych i współpracy wojskowej. Mimo nacjonalizmu, Partia Robotnicza stała się coraz bardziej popularna wśród rumuńskich nacjonalistów, a ostatni etap rządów Gheorghiu-Deja był powszechnie utożsamiany z liberalizacją systemu.
W połowie lat 60. rumuński komunistyczny rząd jeszcze bardziej uniezależnił się od Związku Radzieckiego gdy w 1965 roku na czele partii komunistycznej stanął Nicolae Ceaușescu, a w 1967 roku został głową państwa. Równocześnie w ideologii państwowej pojawiły się coraz liczniejsze elementy nacjonalizmu. Nowa ideologia państwowa łączyła ze sobą marksizm-leninizm i skrajnie prawicowy nacjonalizm okresu międzywojennego. Zrehabilitowano część dawnych działaczy prawicowych oraz ofiary stalinizmu i potępiono dotychczasowego przywódcę, Gheorghe Gheorghiu-Deja.

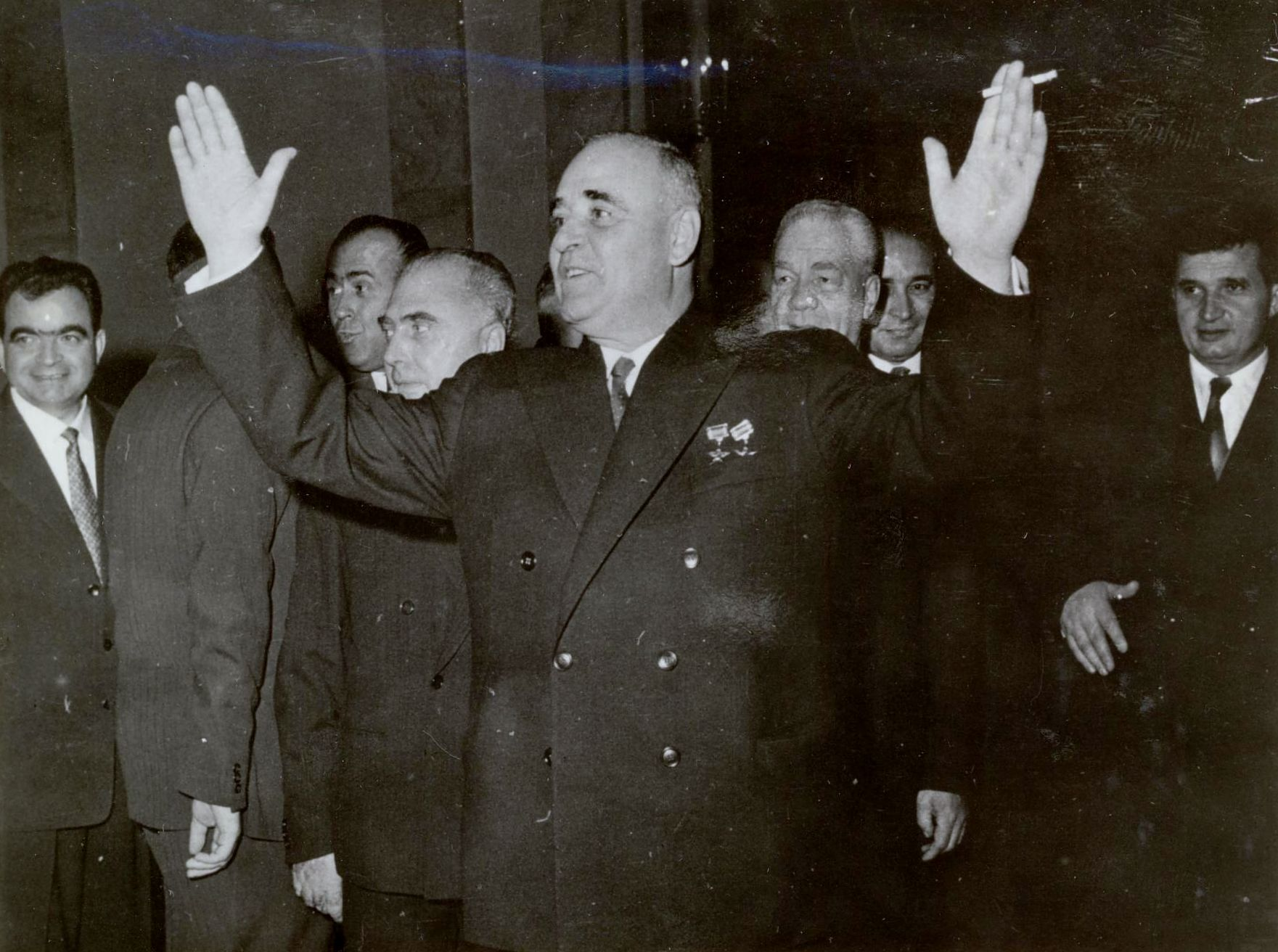
Gheorghe Gheorghiu-Dej

W 1968 roku niezależność Rumunii od Związku Radzieckiego znalazła swój wyraz w nieuczestniczeniu przez Rumunię w interwencji Układu Warszawskiego w Czechosłowacji, a ponadto otwarcie potępił interwencję. Już na tydzień przed interwencją, rumuński przywódca odwiedził Pragę, gdzie udzielił poparcia tamtejszemu liberalnemu przywódcy Alexandrowi Dubčekowi. Ceaușescu po interwencji zdecydował się na tworzenie ochotniczych oddziałów mających bronić niepodległości kraju w przypadku zagrożenia radziecką interwencją. Ceaușescu kontynuował antyradziecki kurs i potępił aneksję Besarabii przez ZSRR. Niezależność od ZSRR powodowała odosobnienie Rumunii w bloku wschodnim i skłoniła Rumunię do poszukiwania nowych sojuszników – już w 1965 roku Ceaușescu spotkał się z delegacją chińską a rok później osobiście spotkał się z przywódcą Jugosławii będącej liderem Ruchu Państw Niezaangażowanych, Josipem Broz Tito. Do kolejnego spotkania przywódców doszło w 1969 roku, a w jej trakcie obaj przywódcy opowiedzieli się za polityką niezaangażowania w zimną wojnę. W latach 70. Rumunia aktywnie wspierał zagraniczne ruchy rewolucyjne, w tym te będące przeciwnikiem państw bloku wschodniego.

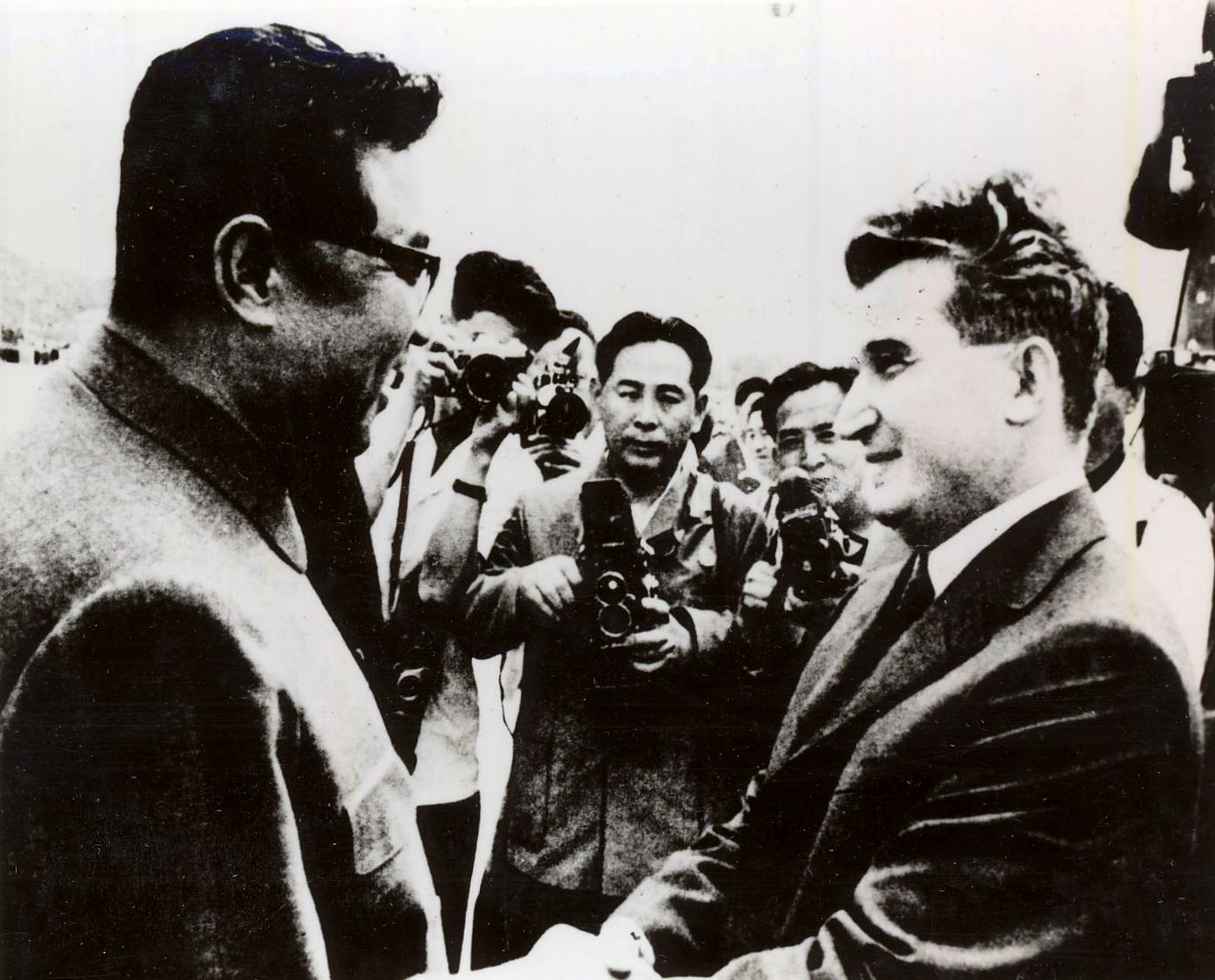
Kim Ir Sen z Nicolae Ceaușescu w Korei Północnej w 1971 roku

Rumunia rozpoczęła politykę otwartości wobec Stanów Zjednoczonych i Europy Zachodniej. Seria oficjalnych wizyt w krajach Zachodu (w tym w USA, Francji, Wielkiej Brytanii i Hiszpanii) sprawiło, że Ceaușescu zyskał na Zachodzie opinię reformowanego komunisty i oświeconego przywódcy. Rumunia była pierwszym i jedynym krajem bloku wschodniego, który nawiązał oficjalne umowy handlowe ze Wspólnotą Europejską. W 1971 roku kraj dołączył do GATT (Układ Ogólny w sprawie Taryf Celnych i Handlu). Ponadto jako pierwszy kraj Układu Warszawskiego, Rumunia oficjalnie uznała RFN, dołączyła do Międzynarodowego Funduszu Walutowego i jako pierwsza stała się celem wizyty prezydenta USA (był nim Richard Nixon). Równocześnie zrezygnowano z socrealizmu i zezwolono na promocję sztuki nowoczesnej, w tym amerykańskiej. Pod jego rządami Rumunia zyskała międzynarodowy szacunek i była w stanie pośredniczyć w konfliktach międzynarodowych. W 1984 roku Rumunia była jednym z trzech państw rządzonych przez partie komunistyczne (pozostałe to Chińska Republika Ludowa i Jugosławia), które brały udział w organizowanych przez Amerykanów letnich Igrzyskach Olimpijskich.
Rewolucja w Rumunii w 1989 roku oznaczała ponad 1000 ofiar w Timișoarze i Bukareszcie i przyniosła upadek Ceaușescu i koniec komunistycznego reżimu w Rumunii. Po trwających tydzień niepokojach w Timișoarze, 21 grudnia 1989 roku miała miejsce masowa demonstracja, mająca w zamyśle jej organizatorów być wiecem poparcia dla Ceaușescu, przerodziła się jednak w coś zupełnie przeciwnego. Były przywódca wraz z żoną, po wylocie z Bukaresztu helikopterem, został zaaresztowany przez armię. Zostali oskarżeni i skazani przez sąd kapturowy za „ludobójstwo” i inne zbrodnie. 25 grudnia 1989 miała miejsce ich egzekucja. Powyżej opisane wydarzenia z czasów rewolucji do dziś są przedmiotem zażartych dyskusji, podczas których przedstawiane są rozmaite teorie na temat motywacji i poczynań niektórych osób biorących w nich udział.

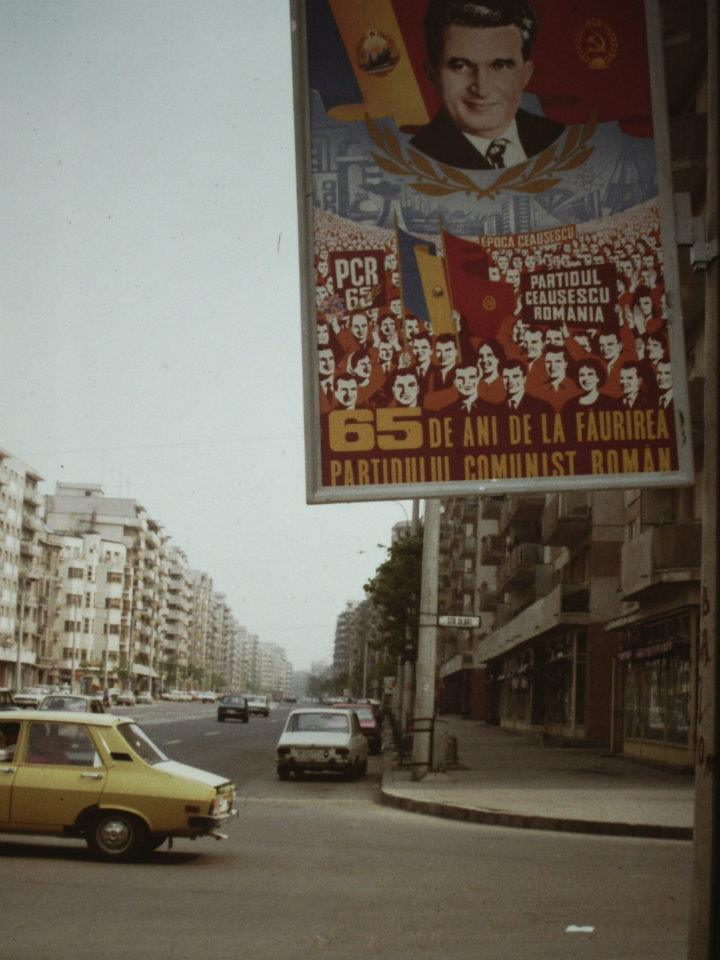
Plakat propagandowy z 1986 roku

Ion Iliescu, był oficjel partii komunistycznej, marginalizowany przez Ceaușescu, został liderem tymczasowej koalicji rządzącej, Frontu Ocalenia Narodowego (FSN), który 22 grudnia 1989 roku proklamował restaurację demokracji i wolności obywatelskich. Partia komunistyczna została zdelegalizowana przez Iliescu, jednak później zmienił on zdanie i odwołał tę decyzję – stąd też działalność komunistyczna nie jest zakazana w Rumunii do dziś. Jednakże najbardziej niepopularne uregulowania prawne z czasów Ceaușescu, takie jak bezwzględny zakaz aborcji czy stosowania antykoncepcji, były pośród pierwszych zniesionych praw.

## Rumunia po 1989
Wybory parlamentarne i prezydenckie zostały przeprowadzone 20 maja 1990 roku. Startując przeciwko reprezentantom wskrzeszonych przedwojennych ugrupowań: Narodowej Partii Chłopskiej i Narodowej Partii Liberalnej, korzystając przy tym z przewagi, jaką dawała mu ścisła kontrola FSN nad radiem i telewizją, Iliescu uzyskał 85% głosów. FSN otrzymała natomiast 2/3 miejsc w parlamencie. Petre Roman, profesor uniwersytecki, mający silne korzenie rodzinne w partii komunistycznej, został szefem nowego rządu, który składał się głównie z byłych komunistycznych działaczy. Zainicjował on reformy wolnorynkowe rumuńskiej gospodarki. Z powodu przewagi eks-komunistów w rządzie antykomunistyczni manifestanci rozpoczęli w kwietniu 1990 roku permanentną antyrządową manifestację na uniwersytecie w Bukareszcie. Dwa miesiące później, protestujący ci, określani przez rząd jako „chuligani”, zostali brutalnie rozgonieni przez górników wezwanych przez prezydenta Iliescu – wydarzenie to znane jest jako Mineriada. Zaatakowali oni także siedziby organizacji opozycyjnych i prywatne mieszkania ich liderów. Rząd Romana upadł we wrześniu 1991 roku, kiedy to górnicy ponownie przyjechali do Bukaresztu, żądając wyższych płac. Technokrata, Theodor Stolojan został tymczasowym premierem, do czasu nowych wyborów.
W grudniu 1991 roku została uchwalona nowa konstytucja Rumunii, weszła w życie po referendum powszechnym, które jednakże zostało skrytykowane przez obserwatorów międzynarodowych, którzy oskarżyli rząd o manipulowanie ludnością czy nawet o jawne oszustwa. Konstytucja została zmieniona również w referendum z 18–19 października 2003 roku, wtedy też pojawiły się oskarżenia o oszustwa. Nowa ustawa zasadnicza weszła w życie 29 października 2003 roku, mając strukturę podobną do konstytucji z 1991 roku, jednak ze znacznymi zmianami, takimi jak wydłużenie kadencji prezydenta z 4 do 5 lat oraz zapis gwarantujący nietykalność własności osobistej. W marcu 1992 roku miał miejsce w rozłam w łonie FSN, na: Narodowy Front Demokratyczny (FDSN), przewodzony przez Iliescu i Partię Demokratyczną (PD), której liderem został Roman. Iliescu zwyciężył w wyborach prezydenckich we wrześniu 1992 roku, a jego FDSN odniosło także zwycięstwo w wyborach parlamentarnych w tym samym czasie. Z poparciem nacjonalistycznej PUNR (Partia Narodowej Jedności Rumunów), Partii Wielkiej Rumunii (PRM) i postkomunistycznej Socjalistycznej Partii Robotniczej (PSM), FDSN utworzyła w listopadzie nowy rząd, z premierem Nicolae Văcăroiu, ekonomistą i byłym członkiem partii komunistycznej. FDSN zmieniła swą nazwę na Partia Socjaldemokracji w Rumunii (PDSR) w lipcu 1993 roku.
Emil Constantinescu z Konwencji Demokratycznej (CDR) odniósł zwycięstwo w drugiej rundzie wyborów prezydenckich w 1996 roku i zastąpił Iliescu jako głowę państwa. PDSR natomiast zdobyła największą liczbę miejsc w parlamencie, nie była jednak zdolna do stworzenia koalicji rządowej. Partie wchodzące w skład CDR dołączyły więc do PD, Narodowej Partii Liberalnej (PNL) i Węgierską Unię Demokratyczną (UDMR), tworząc w ten sposób centrowy gabinet, posiadający ok. 60% miejsc parlamentarnych. Koalicja ta długo walczyła o przetrwanie, decyzje podejmowane były wolno, z powodu konieczności uzgadniania kompromisowego stanowiska pomiędzy poszczególnymi partiami. Niemniej jednak rząd ten był w stanie implementować ważne reformy. Nowy gabinet, pod kierownictwem Victora Ciorbei, przetrwał do marca 1998, kiedy to zastąpił go Radu Vasile, którego następcą z kolei został w grudniu 1999 były prezes Banku Narodowego, Mugur Isărescu.
Wybory z 2000 roku zapewniły powrót do władzy socjaldemokratom Iliescu – jego ugrupowanie zmieniło nazwę na Partia Socjaldemokratyczna (PSD). Iliescu został prezydentem po raz drugi. Premierem został Adrian Năstase – okres sprawowania władzy przez jego rząd pełen był wstrząsów powodowanych powtarzającymi się oskarżeniami o korupcję. Wybory prezydenckie i parlamentarne odbyły się ponownie 28 listopada 2004 roku. Żadna z partii nie zdołała zapewnić sobie zadowalającej większości w parlamencie. Co więcej, partie opozycyjne i międzynarodowi obserwatorzy oskarżyli PSD o przeprowadzenie fałszerstw wyborczych na szeroką skalę. W I rundzie wyborów prezydenckich żaden z kandydatów nie osiągnął wymaganej większości. W II rundzie zwycięstwo odniósł 12 grudnia 2004 roku kandydat PNL i PD – Traian Băsescu, otrzymując ok. 51% głosów. Lider PNL, Călin Popescu-Tăriceanu otrzymał trudne zadanie zbudowania koalicyjnego rządu, w skład którego nie wchodziliby członkowie PSD. W grudniu 2004 roku rząd koalicyjny złożony z PD, PNL, PUR (Rumuńska Partia Humanistyczna, która później zmieniła nazwę na Partia Konserwatywna) i UDMR, został zaprzysiężony. W 2004 Rumunia wstąpiła do NATO, a 1 stycznia 2007 do Unii Europejskiej.
Po rozpoczęciu rosyjskiego ataku na Ukrainę w 2022 roku Rumunia potępiła agresywne działania Federacji Rosyjskiej oraz zaangażowała się w udzielanie pomocy uchodźcom z Ukrainy. Oprócz tego w okolicach Konstancy rozpoczęto budowę największej bazy NATO w Europie. Dodatkowo Parlament Europejski upomniał się o zwrot ponad 90 ton złota, które władze rumuńskie ewakuowały do carskiej Rosji podczas I wojny światowej i które nie zostało zwrócone.